# Grotta del Cavallone
La grotta del Cavallone, nota anche come la grotta della figlia di Iorio, è una grotta di interesse speleologico che si apre nella Valle di Taranta, all'interno del parco nazionale della Maiella, nel territorio dei comuni di Lama dei Peligni e Taranta Peligna, in provincia di Chieti.

## Descrizione

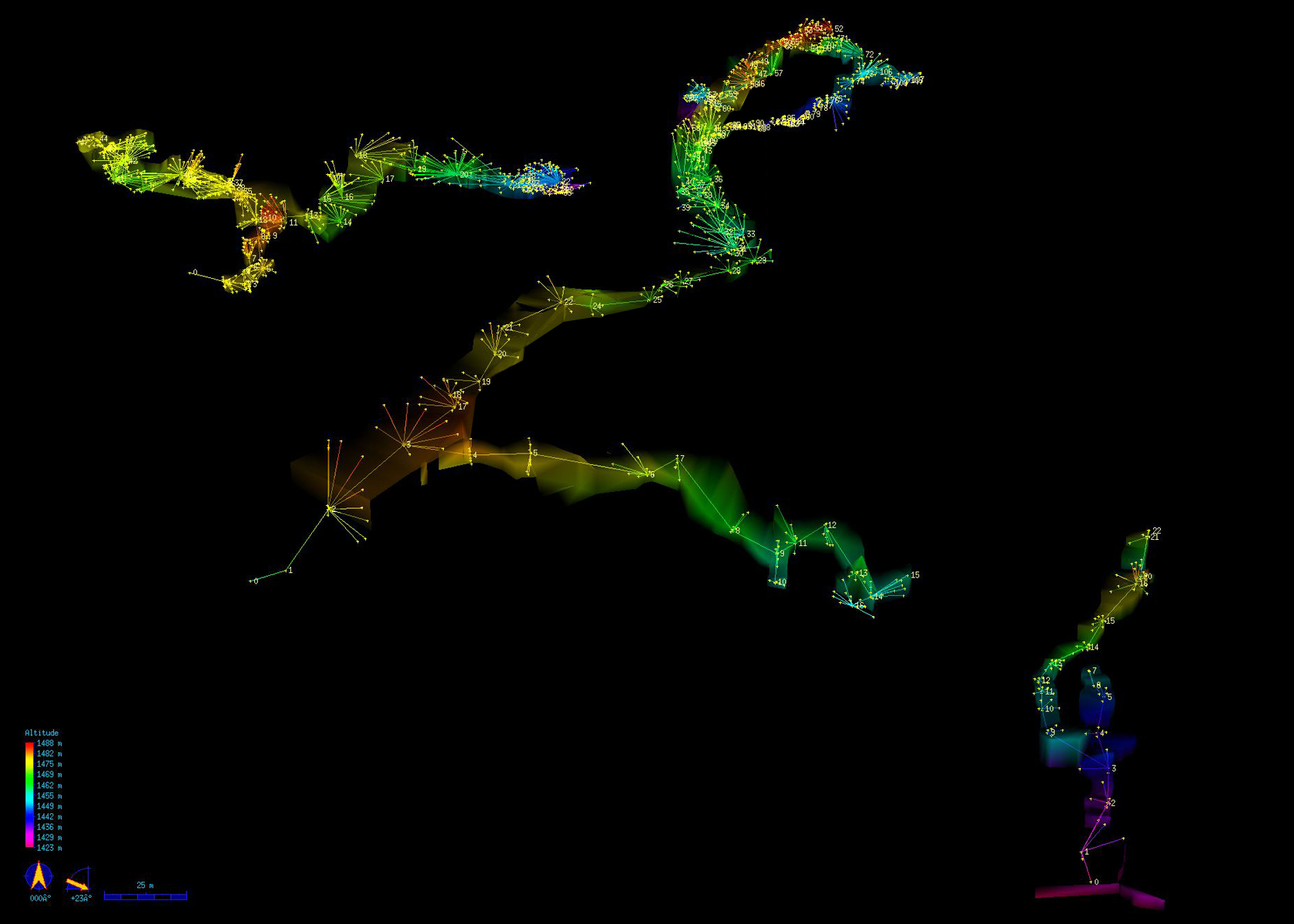
Ricostruzione tridimensionale della planimetria della grotta del Bue (a sx), della grotta del Cavallone (al centro) e della grotta dell'Asino (a dx)

La grotta del Cavallone, ubicata lungo la Valle di Taranta, nel versante orientale della Maiella, trae la propria denominazione dal cavallo, del quale ne ricorda esternamente il profilo laterale, con l'ingresso che corrisponderebbe all'occhio destro dell'equino; in alternativa, il nome della grotta potrebbe derivare proprio dalla valle stessa, in passato denominata Valle Cavallo. L'ipogeo, databile tra i 65 e i 23 milioni di anni fa, secondo la datazione dei calcareniti e calcari selciferi presenti, deve la sua formazione all'azione carsica ed erosiva delle acque, che ne hanno scavato nel corso del tempo le cavità interne, ricche di stalattiti e stalagmiti e di pareti rocciose fatte di minerali e rocce come l'alunite, il calcare e il gesso. Popolata da diverse specie di pipistrelli, risulta caratterizzata da una temperatura interna costante di 10 °C e da un tasso di umidità del 96%. Una cestovia permette di raggiungere l'ingresso della grotta dalla strada statale 84 Frentana che si dirama nella Valle di Taranta, all'interno del parco nazionale della Maiella, nel territorio dei comuni di Lama dei Peligni e Taranta Peligna, in provincia di Chieti. La cestovia, denominata "Colle Rotondo-Cavallone", parte da località Pian di Valle, posta a 750 m s.l.m., e raggiunge una quota di 1388 m s.l.m. (quindi sale con un dislivello di 638 m), sempre nella Valle di Taranta (la grotta nel suo punto più alto tocca i 1475 m s.l.m. che la pongono tra le grotte visitabili più alte d'Europa). Il percorso interno alla grotta si snoda per oltre due chilometri, con possibilità di attraversare diverse sale, in particolare per ciò che concerne i primi 1360 m visitabili: è qui infatti che vi sono numerose stalattiti e stalagmiti. Tra i siti presenti, ve ne sono alcuni con nomi fantasiosi o di somiglianza, come la "sala degli Elefanti", la "sala dei Prosciutti" e la "sala delle Statue", mentre altri riportano nomi dannunziani, come la "sala di Aligi". Del sistema speleologico della grotta del Cavallone fanno parte anche la grotta dell'Asino e la grotta del Bue (o del Bove), site nelle vicinanze e ricadenti nel territorio dell'ex riserva naturale Maiella Orientale.

## Storia

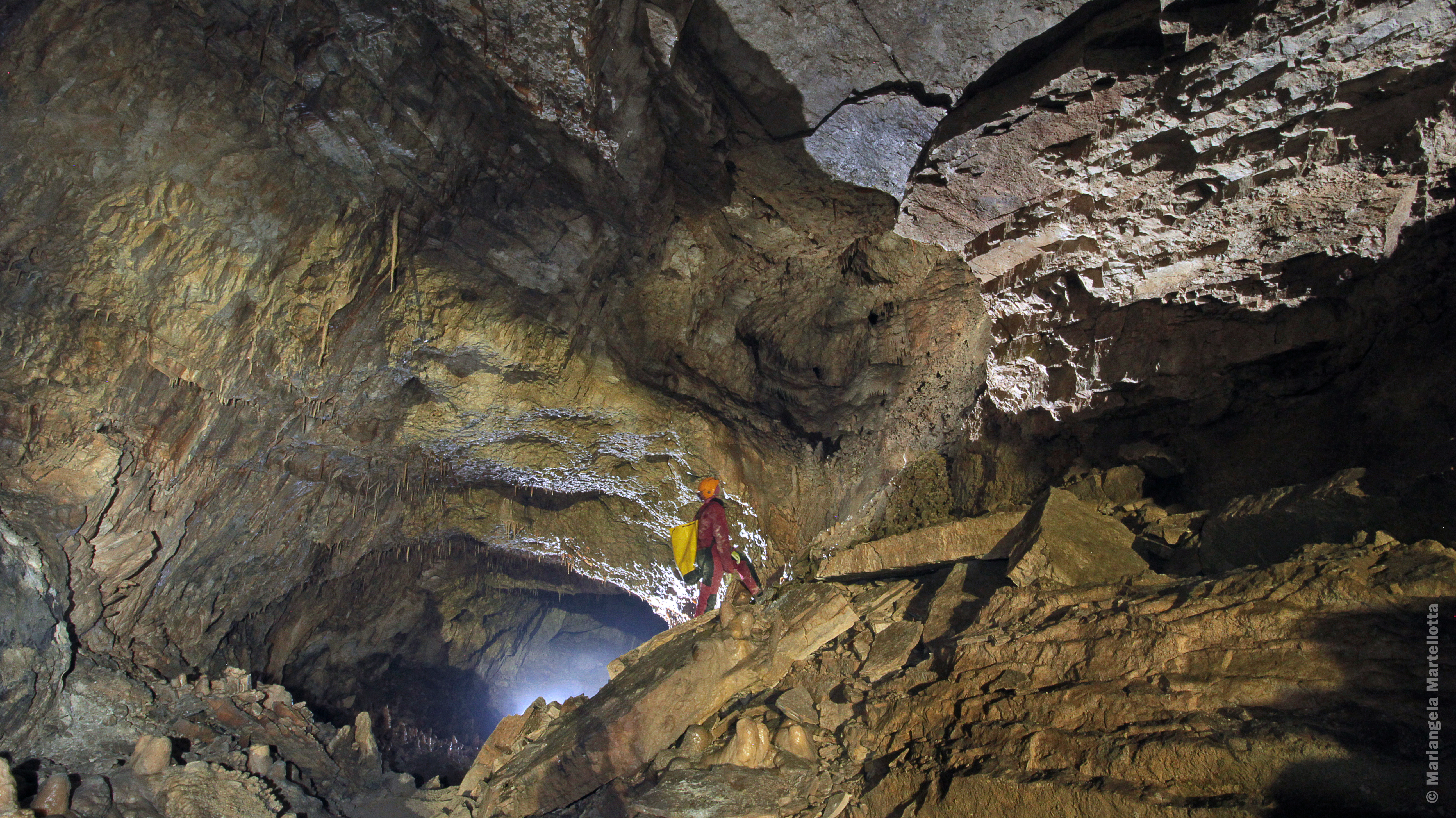
Sala della grotta che immette nel Pozzo di Lazaro di Roio

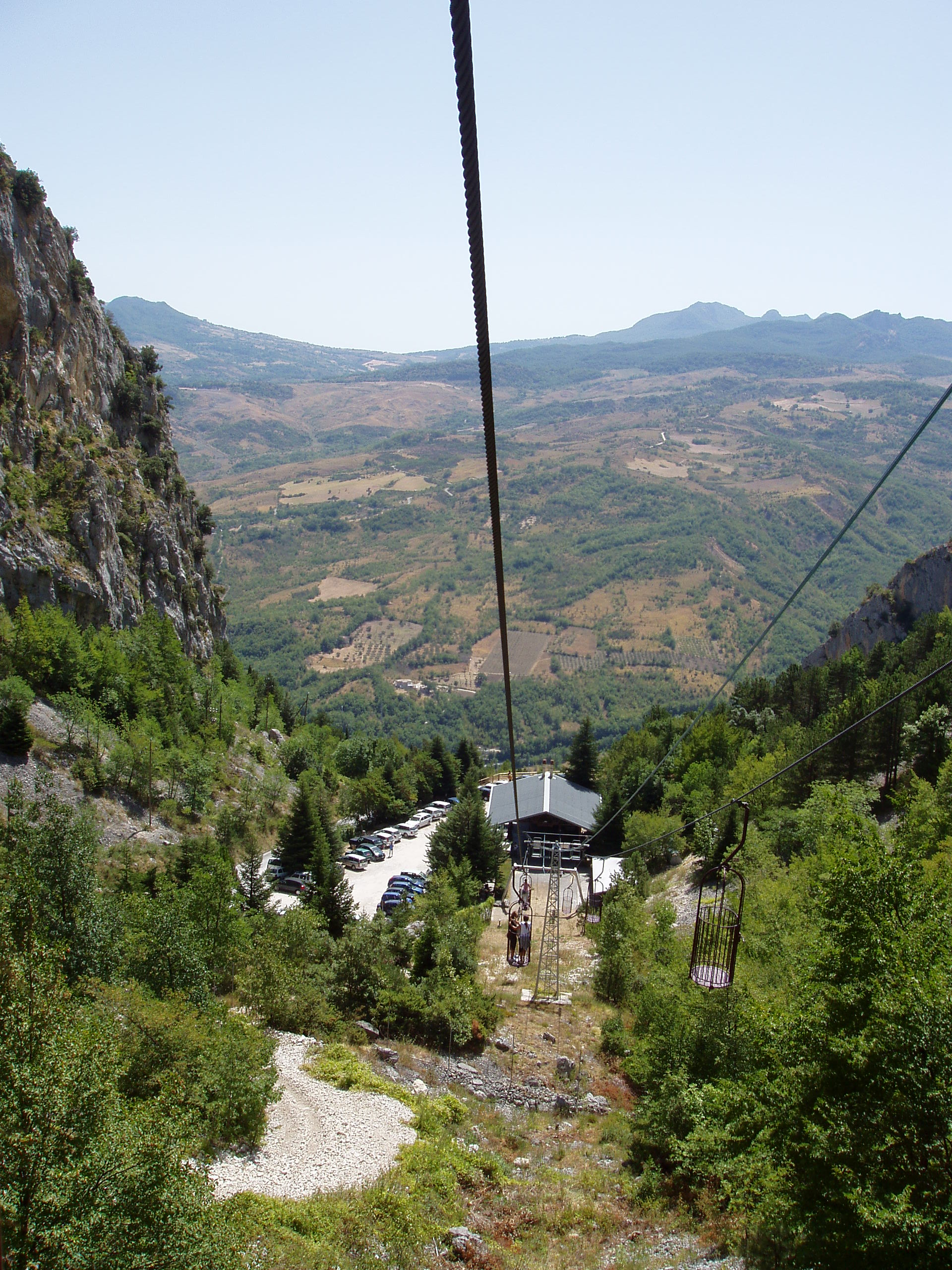
Cestovia "Colle Rotondo-Cavallone"

La grotta venne notata per la prima volta dai pastori locali che con il bestiame salivano sui pascoli d'alta quota della Maiella, che tuttavia non la visitarono mai. Una prima visita avvenne solo a partire dal 1666, anno in cui venne effettuata una prima esplorazione della caverna, come testimonia la data del 1666 incisa, assieme ad altre via via più recenti, in un masso sito nell'atrio dell'ingresso. Tuttavia come anno della prima vera e propria esplorazione della grotta si considera il successivo 1704, ad opera di Donato Antonio Franceschelli e Jacinto de' Simonibus, di professione medico, che la visitarono assieme a quella del Bue (o del Bove). L'anno seguente venne menzionata dal fisico napoletano Felice Stocchetti in una sua opera e nel 1759 anche da Francesco Cicconi, che assieme alla tradizione orale della gente del posto, contribuirono a farla conoscere maggiormente. Nel 1831 il botanico napoletano Michele Tenore provò ad esplorarla, ma dalle difficoltà riscontrate si convinse a ripiegare sulla vicina grotta del Bue. Nel 1865, un pastore di Taranta Peligna, un certo Matteo Ciavarra, nel recuperare una sua capra che si era sperduta sui monti, entrò, dopo più di un secolo dall'ultima visita, nell'antro, contribuendo a ravvivare l'interesse per la grotta: infatti subito nello stesso anno il dottor Egidio Rinaldi la percorse, spingendosi oltre la "Bolgia Dantesca". Nel 1893 fu il turno di Alessandro De Lucia, cancelliere di Pretoro, che assieme a un contadino e due minatori riuscì a calarsi nel "Pozzo senza fine"; lo stesso fondò la Società delle Grotte del Cavallone e del Bue, i cui soci realizzarono nel mese di dicembre la scalinata d'accesso scavata nella roccia e nei punti più pericolosi del percorso delle scale in legno, di cui permangono i resti (prima per raggiungerla ed esplorarla si stendevano delle corde dall'alto o in alternativa venivano attrezzate delle tregge o cavalcature sia per il tragitto di andata che di ritorno). Nel 1904 Francesco Paolo Michetti, per il secondo atto della tragedia pastorale La figlia di Iorio di Gabriele D'Annunzio, realizzò la scenografia ispirandosi all'atrio d'ingresso della grotta del Cavallone. Sull'onda del successo dell'opera dannunziana, la caverna fu soprannominata "grotta della figlia di Iorio". Lo speleologo Luigi Vittorio Bertarelli nel 1907 ne calcolò le dimensioni interne, mentre nel 1912 vi entrò anche il collega Giovanni Battista De Gasperi per produrne la planimetria. La grotta fu utilizzata, assieme a quella del Bue, dopo la distruzione sistematica del paese nel corso della seconda guerra mondiale, tra il novembre 1943 e il febbraio 1944 come rifugio per molti abitanti di Taranta Peligna. Dopodiché fu oggetto di nuove esplorazioni da parte degli speleologi a partire dagli anni cinquanta, che portarono alla scoperta di nuove cavità. Nel 1978 venne realizzata la cestovia "Colle Rotondo-Cavallone" per permetterne l'accesso.

## Nella letteratura

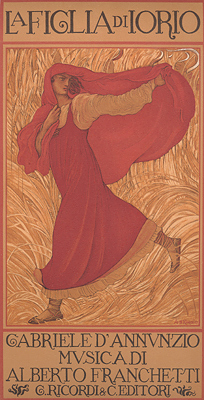
Manifesto de La figlia di Iorio di Gabriele D'Annunzio

La grotta è nota nella letteratura teatrale per essere stata l'ambientazione della tragedia pastorale La figlia di Iorio, scritta da Gabriele D'Annunzio nel 1903, sebbene l'autore non l'abbia mai visitata. La grotta nel testo ha valori simbolici e magici perché vi si nascondono gli amanti Aligi, figlio di Lazaro, trasferitosi in paese con la sua famiglia da Roio, e Mila, figlia di Iorio. Il primo, di professione pastore, è un giovane di buona famiglia che deve sposare una donna a lui promessa, ma che s'innamora di Mila; quest'ultima infatti è una povera popolana sopra cui cade il pregiudizio dei contadini locali, che la definiscono una strega malefica. Infatti è rincorsa da dei fattori per essere linciata, ma Aligi la protegge e la nasconde dentro la grotta.